# Isaac Azcuy
Isaac Azcuy Oliva (* 3. Juni 1953 in Pinar del Río) ist ein ehemaliger kubanischer Judoka. Er gewann 1980 eine olympische Silbermedaille.
Der 1,78 m große Azcuy trat bis 1976 im Mittelgewicht bis 80 Kilogramm an und war 1973 und 1974 kubanischer Meister. Nach der Neuordnung der Gewichtsklassen 1977 kämpfte er im nun bis 86 Kilogramm reichenden Mittelgewicht, 1977 und 1982 gewann er in dieser Gewichtsklasse den Meistertitel. Ab 1982 startete er im Halbschwergewicht bis 95 Kilogramm und war hier 1984 und 1986 kubanischer Meister.
Azcuy gewann 1972 seinen ersten kubanischen Meistertitel in der offenen Klasse. Er nahm im Mittelgewicht an den Olympischen Spielen 1972 in München teil, schied aber gleich in seinem ersten Kampf gegen den Schweizer Philippe Aubert aus. 1974 und 1978 siegte er bei den Panamerikanischen Meisterschaften. 1979 belegte er bei der, als vorolympisches Turnier ausgetragenen, Spartakiade in Moskau den dritten Platz. Ein Jahr später erreichte er beim olympischen Turnier in Moskau mit Siegen über Detlef Ultsch aus der DDR im Viertelfinale und Walter Carmona aus Brasilien im Halbfinale das Finale, das er gegen den Schweizer Jürg Röthlisberger durch eine Juko-Wertung verlor.
1982 siegte Azcuy beim Tournoi de Paris. 1983 gewann er den Titel bei den Panamerikanischen Spielen in Caracas durch einen Finalsieg über den Brasilianer Aurélio Miguel. Bei den Weltmeisterschaften 1983 in Moskau unterlag er dem DDR-Judoka Andreas Preschel im Viertelfinale, im Kampf um die Bronzemedaille verlor er gegen den Belgier Robert Van De Walle. 1984 siegte Azcuy noch einmal bei den Panamerikanischen Meisterschaften.